# كامل باشا
كان محمد كامل باشا ((بالتركية العثمانية: محمد كامل پاشا)‏؛ (بالتركية: Kıbrıslı Mehmed Kamil Paşa)‏، "محمد كامل باشا القبرصي")، يهجى أيضًا كامل باشا (1833 – 14 نوفمبر 1913) رجل دولة عثماني من أصل قبرصي تركي في أواخر القرن التاسع عشر وأوائل القرن العشرين، وتقلد وظائف إقليمية ودولية داخل هيكل الدولة العثمانية، وأبرزها الصدر الأعظم للدولة خلال أربع فترات مختلفة.

## روابط خارجية
- كامل باشا على موقع الموسوعة البريطانية (الإنجليزية)